# ناصر الملک
ناصر الملک (اردو: ناصر الملک؛ زادهٔ ۱۷ اوت ۱۹۵۰) قاضی اهل پاکستان است. وی از سال ۲۰۱۴ تا ۲۰۱۵ قاضی ارشد پاکستان بوده‌است.